# Lievito flor
Il termine spagnolo levaduras de flor (letteralmente 'lieviti da fiore') indica i lieviti naturali responsabili della produzione di alcuni vini, in particolari gli sherry. In vinificazione il termine flor (che è femminile in spagnolo) indica altresì lo strato di lievito che si forma sulla superficie di tali vini durante la fermentazione. Il flor si forma spontaneamente sotto certe condizioni di vinificazione, grazie appunto a lieviti naturali presenti nella regione dell'Andalusia, nel sud della Spagna. Normalmente in vinificazione è essenziale mantenere i vini giovani lontano da esposizioni di aria, sigillandoli in barili ermetici, per evitare contaminazioni da parte di batteri e lieviti che tendono a rovinarli. Nella produzione degli sherry, invece, per favorire la crescita dei lieviti flor, i barili di quercia, leggermente porosi, sono volutamente riempiti solo per circa cinque sesti con il vino giovane, lasciando uno spazio vuoto “di due pugni”, e il tappo non viene chiuso completamente. I lieviti flor preferiscono climi freschi e alti livelli di umidità. Per questo motivo gli sherry prodotti sulla costa presso Sanlùcar de Barrameda ed El Puerto de Santa Marìa hanno un cappello di flor più spesso degli sherry prodotti nell'entroterra a Jerez. I lieviti danno allo sherry finale un distintivo gusto fresco, con una residua fragranza di pane fresco. Il vino può essere interamente invecchiato sotto il velo del flor, producendo gli sherry Fino e Manzanilla, oppure essere fortificato con aggiunta di alcol (ottenendo quindi un vino ad alto grado alcolico), che limita la crescita dei flor e produce un invecchiamento ossidativo che dà luogo agli sherry Amontillado e Oloroso.

## In vinificazione
Durante la fase di fermentazione dello sherry, i lieviti pur essendo in un ambiente aerobico svolgono la via fermentativa (al posto di quella respiratoria) a causa dell'effetto Crabtree, convertendo gli zuccheri in alcol etilico. Quando tutto lo zucchero è stato consumato, la fisiologia del lievito cambia, iniziando un processo ossidativo (ancora in condizione aerobica) di abbattimento durante il quale l'etanolo viene convertito in altri composti come l'acetaldeide. Anche il glicerolo e gli acidi fissi sono trasformati in altri composti dai lieviti filmogeni. Molti di questi composti sono dotati di molecole odorose che caratterizzano il bouquet particolare del vino sotto velo.
Un rivestimento ceroso appare sulla parete delle cellule, determinando il galleggiamento dei lieviti sulla superficie e formando una “coperta” protettiva abbastanza spessa da proteggere il vino dall'ossigeno. Questi processi abbassano l'acidità del vino (alzando il PH) e fanno dello sherry uno dei vini più ricchi di aldeidi nel mondo. Alcuni studi hanno mostrato che per far sì che i flor sopravvivano e crescano bene, il vino deve avere un tenore alcolico compreso tra 14,5% e 16%. Sotto al 14,5%, il lievito non forma lo strato ceroso protettivo e il vino si ossida a tal punto da divenire aceto. Al di sopra del 16%, il lievito non può sopravvivere e il vino diventa un Oloroso.

## Nomi scientifici
Ci sono parecchi nomi dati a questa varietà di lieviti chiamati volgarmente flor: Saccharomyces bayanus, Saccharomyces capensis, Sacharomyces cheriensis, Saccharomyces fermentati, Saccharomyces montuliensis e Zygosaccharomyces rouxii.

## In altre regioni
Uno strato di lieviti simile al flor è usato nella produzione del vin jaune nella regione dello Jura, nell'Est della Francia. Il termine francese usato per questo strato di lievito è voile, che significa 'velo'.
Lo stesso fenomeno si verifica anche in Italia, più precisamente in Sardegna nella zona dell'oristanese dove, con le stesse caratteristiche, viene prodotta la Vernaccia.